# Dixon Denham
Dixon Denham (Londres, 1 de enero de 1786 - Freetown, 8 de mayo de 1828) fue un oficial y explorador del Reino Unido. Es recordado por haber participado, junto a Walter Oudney y Hugh Clapperton, en la primera travesía europea del desierto del Sahara de norte a sur, siendo los primeros occidentales que vieron el lago Chad.

## Biografía

### Primeros años
Dixon Denham nació en Londres, hijo de James Denham, un mercero, y su esposa Eleanor. Denham, el menor de sus tres hijos, se educó en la Merchant Taylors' School de 1794 a 1800; al terminar fue contratado como abogado, pero se unió al ejército en 1811.
Sirvió en las campañas de Portugal, España, Francia y Bélgica, en la lucha contra Napoleón, y recibió la Medalla de Waterloo. Era considerado un soldado valiente, que había sacado a su comandante herido de la línea de fuego en la batalla de Toulouse y se había convertido en un conocido del duque de Wellington, con quien mantenía correspondencia regular. En 1818, viajó durante un tiempo a Francia e Italia. En 1819, Denham ingresó en el Royal Military College, con la intención de convertirse en oficial de estado mayor. Atrajo la atención favorable del comandante del colegio, Sir Howard Douglas, pero se aburrió mucho; por desgracia, era dominante, inseguro, celoso y poseía una vena mezquina.

### Viaje al África central
Denham había conocido al explorador capitán George Lyon a su regreso a Londres desde África y estaba decidido a unirse a la segunda misión del gobierno británico para establecer vínculos comerciales con los estados de África occidental. Debido a sus influyentes conocidos, el deseo de Denham se cumplió y, ascendido a mayor, Lord Bathurst lo envió en el otoño de 1821 para unirse a los otros miembros de la misión, Walter Oudney y Hugh Clapperton. Denham recibió instrucciones de la Oficina Colonial indicando que Oudney debería permanecer en Bornu como vicecónsul, mientras que Denham y Clapperton debían explorar el país hacia el sur y el este de Bornu, principalmente para determinar el curso del Níger.
Llegaron a Trípoli a bordo de la goleta Express en noviembre de 1821. La exploración se organizó con la ayuda del cónsul británico en Trípoli, Hanmer Warrington, que consiguió el apoyo del bajá local, pero, por razones desconocidas, Denham fue detenido en Trípoli, y la misión se dirigió en febrero de 1822 a Murzuk, en el Fezán, sin él. Denham finalmente abandonó Trípoli en marzo con una escolta, llegando a Murzuk sólo para encontrar a sus dos compatriotas enfermos. Partieron desde allí en dirección sur hacia el Fezán y llegaron a Murzuk, donde visitaron el oasis de Ghat. A pesar de viajar con protección oficial, una vez pasado Murzuk ninguna caravana quiso llevarles a Bornu sin el permiso del bey de Trípoli. Denham se vio obligado a volver a la costa, pero en Trípoli no le dieron la esperada autorización y embarcó hacia Europa, amenazando incluso con represalias navales. En Marsella tuvieron noticias de que al fin se había producido la autorización y regresaron a África.

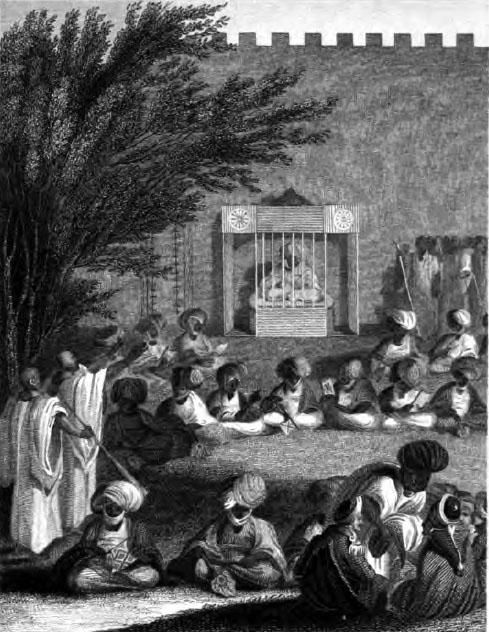
Recepción de Denham y Clapperton por al-Kaneimi en Kukawa

La misión finalmente salió de Murzuk hacia Bornu en noviembre de 1822. Después de casi tres meses de viaje por el desierto, llegaron hasta el lago Chad, siendo los primeros exploradores europeos en conseguirlo. Prosiguieron en febrero de 1823 hasta Kukawa, en Nigeria, sede del sultán de Bornu, el jeque al-Kaneimi. Recorrieron el lago Chad por el oeste y el sur, pudiendo así comprobar que ningún río desembocaba en la parte occidental del lago. De esta manera pudieron desmentir la suposición errónea de que el río Níger pasaba a través del lago Chad.
Desde Kukawa, Denham, en contra de los deseos de Oudney y Clapperton, acompañó a una expedición de asalto en las montañas Mandara, al sur de Bornu. Los asaltantes fueron derrotados y Denham apenas escapó con vida. Se había desarrollado una profunda antipatía entre Clapperton y Denham, y este enviaba en secreto a Inglaterra informes maliciosos acerca de que Clapperton mantenía relaciones homosexuales con uno de los sirvientes árabes. La acusación, basada en un rumor difundido por un sirviente descontento despedido por Clapperton por robo, era casi con certeza infundada, y Denham luego la retiró, pero sin decirle a Clapperton que lo había hecho.
Los tres exploradores establecieron en Kukawa, entonces un importante centro agrícola y activo mercado de esclavos, su base de operaciones para recorrer el territorio sudanés. Permanecieron en el país hasta diciembre de 1823: Oudney y Clapperton partieron hacia los estados hausa, mientras que Denham se quedó atrás para explorar las costas occidental, meridional y sudoriental del lago Chad y los cursos inferiores de los ríos Waube, Logone y Chari, afluentes del lago. Demostró fuera de toda duda que el lago Chad no era la fuente del Níger, como se había creído ampliamente. En enero de 1824 murió Oudney en Murmur, cerca de la ciudad de Katagum. Denham se reunió en Kukawa con Clapperton y en septiembre de 1824, sin disminuir su antipatía, salieron hacia Trípoli sin hablarse una palabra durante todo el viaje. 
Continuaron su viaje a Inglaterra, donde fueron recibidos como héroes el 1 de junio de 1825. Un relato de sus viajes se publicó en 1826 bajo el título Narrative of Travels and Discoveries in Northern and Central Africa in the years 1822–1823 and 1824 (Narración de los viajes y descubrimientos en África del Norte y Central en los años 1822-1823 y 1824).

### Viaje a Sierra Leona
Tres meses después de su regreso, Clapperton partió en otra expedición a África occidental, esta vez viajando por mar, dejando a Denham escribir sobre sus hazañas en las que exageró su propio papel y minimizó las contribuciones de Clapperton y Oudney sin temor a contradicciones. Denham fijó su residencia en Londres, fue elegido miembro de la Royal Society, ascendido a teniente coronel y nombrado Superintendente de Africanos Liberados en Sierra Leona, con la misión de reasentar a los esclavos rescatados por el escuadrón naval británico desembarcados en Freetown. 
Denham pasó algunos meses inspeccionando Freetown y, hacia finales de año, inició una visita de inspección a Fernando Poo, donde los británicos alquilaban bases para sus patrullas contra la esclavitud. Fue allí donde se enteró por Richard Lander de la noticia de la muerte de Clapperton en Sokoto, que transmitió debidamente a Londres. En mayo de 1828, Denham regresó a Freetown, donde recibió la orden real que lo nombraba vicegobernador de la colonia de Sierra Leona. Murió, probablemente de malaria, en Freetown en junio de 1828, a la edad de 42 años.

## En la ciencia
Aportó varias especies nuevas. La avutarda de Denham está dedicado a él por John George Children y Nicholas Aylward Vigors en 1826.
- La abreviatura «Denham» se emplea para indicar a Dixon Denham como autoridad en la descripción y clasificación científica de los vegetales.[3]